# Bédouès
Bédouès – miejscowość i dawna gmina we Francji, w regionie Oksytania, w departamencie Lozère. W 2013 roku jej populacja wynosiła 289 mieszkańców. Przez miejscowość przepływa rzeka Tarn (rzeka). 
W dniu 1 stycznia 2016 roku z połączenia dwóch ówczesnych gmin – Bédouès oraz Cocurès – utworzono nową gminę Bédouès-Cocurès. Siedzibą gminy została miejscowość Cocurès. 